# Trafik (film)
 For alternative betydninger, se Trafik (flertydig). (Se også artikler, som begynder med Trafik)
Trafik er en dansk kortfilm fra 1999 instrueret af Martin Ziir efter eget manuskript.

## Handling
Cykelbudet Dennis har lukket sig inde i sin egen verden. Han er blevet mere og mere besat af trafiklys og tidsintervaller. En dag opdager han, at trafiklysene udsender signaler til ham. 